# 钢矿山遗址
钢矿山遗址，位于中国青海省祁连县扎麻什乡河北村，为青海省市县级文物保护单位，公布日期为1988年5月18日，类型为古遗址。
钢矿山遗址的历史年代为卡约文化。